# Грин, Джош (баскетболист)
Джош Грин (англ. Josh Green; род. 16 ноября 2000 года в Сиднее, штат Новый Южный Уэльс, Австралия) — австралийский профессиональный баскетболист, выступающий в Национальной баскетбольной ассоциации за команду «Шарлотт Хорнетс». Играет на позициях атакующего защитника и лёгкого форварда. На студенческом уровне выступал за команду Аризонского университета «Аризона Уайлдкэтс». На драфте НБА 2020 года он был выбран под восемнадцатым номером командой «Даллас Маверикс».

## Профессиональная карьера

### Даллас Маверикс (2020—2024)
Грин был выбран под 18-м номером на драфте НБА 2020 года командой «Даллас Маверикс». 30 ноября 2020 года подписал контракт новичка с Далласом, рассчитанный на 4 года. 23 декабря Грин дебютировал в НБА, выйдя со скамейки запасных, и набрал 2 очка за 3 минуты в поражении от «Финикс Санз» со счётом 102—106. 9 января 2021 года Грин впервые вышел в стартовом составе и сделал 3 подбора 15 минут в победе над «Орландо Мэджик» со счётом 112—98. 18 февраля 2021 года Грин получил свое первое назначение в Джи Лигу НБА — в команду «Солт-Лейк-Сити Старз». «Маверикс» по итогу регулярного сезона вышли в плей-офф, но проиграли в первом раунде команде «Лос-Анджелес Клипперс». В семиматчевой серии Грин сыграл всего четыре минуты.
19 октября 2021 года «Маверикс» активировали опцию в контракте Грина на еще один год до сезона 2022/23. 27 декабря, после того как Грин был выпущен из протокола по здоровью и безопасности, он сделал максимальные в карьере 10 передач в матче с «Портленд Трэйл Блэйзерс».
7 января 2022 года Грин набрал максимальные в сезоне 17 очков в матче с «Хьюстон Рокетс». Два дня спустя он превзошел свой максимум сезона, набрав 18 очков в победе над «Чикаго Буллз».
21 апреля 2022 года в первом раунде серии плей-офф против «Юты Джаз» Грин набрал 12 очков, три подбора, шесть передач и два перехвата в третьей игре. «Маверикс» выиграли свою первую серию плей-офф и вышли в финал Западной конференции, причем впервые с 2011 года. Однако в пяти матчах они уступили будущим чемпионам — «Голден Стэйт Уорриорз».
20 ноября 2022 года Грин набрал 23 очка и два подбора в матче с «Денвер Наггетс». 9 декабря в матче с «Милуоки Бакс» он получил травму локтя. Грин пропустил двадцать игр подряд, после чего вернулся в состав 18 января 2023 года, набрав девять очков в матче с «Атлантой Хокс». 6 февраля 2023 года Грин набрал максимальные в карьере 29 очков в матче с «Ютой Джаз».
23 октября 2023 года «Даллас» и Грин договорились о новом трехлетнем контракте на 41 миллион долларов. В том сезоне вместе с командой достиг финала НБА, где в пятиматчевой серии проиграл «Бостон Селтикс».

### Шарлотт Хорнетс (2024—настоящее время)
6 июля 2024 года был обменян в «Шарлотт Хорнетс» в рамках первой в истории лиги сделки между шестью командами; кроме «Далласа» и «Шарлотта», в ней приняли участие «Филадельфия Севенти Сиксерс», «Голден Стэйт Уорриорз», «Денвер Наггетс» и «Миннесота Тимбервулвз».

## Статистика

### Статистика в НБА
| Сезон                                                                                    | Команда | Регулярный сезон | Регулярный сезон | Регулярный сезон | Регулярный сезон | Регулярный сезон | Регулярный сезон | Регулярный сезон | Регулярный сезон | Регулярный сезон | Регулярный сезон | Регулярный сезон | Серия плей-офф | Серия плей-офф | Серия плей-офф | Серия плей-офф | Серия плей-офф | Серия плей-офф | Серия плей-офф | Серия плей-офф | Серия плей-офф | Серия плей-офф | Серия плей-офф |
| Сезон                                                                                    | Команда | GP               | GS               | MPG              | FG%              | 3P%              | FT%              | RPG              | APG              | SPG              | BPG              | PPG              | GP             | GS             | MPG            | FG%            | 3P%            | FT%            | RPG            | APG            | SPG            | BPG            | PPG            |
| ---------------------------------------------------------------------------------------- | ------- | ---------------- | ---------------- | ---------------- | ---------------- | ---------------- | ---------------- | ---------------- | ---------------- | ---------------- | ---------------- | ---------------- | -------------- | -------------- | -------------- | -------------- | -------------- | -------------- | -------------- | -------------- | -------------- | -------------- | -------------- |
| 2020/21                                                                                  | Даллас  | 39               | 5                | 11,4             | 45,2             | 16,0             | 56,5             | 2,0              | 0,7              | 0,4              | 0,1              | 2,6              | 1              | 0              | 4,0            | -              | -              | -              | 0,0            | 0,0            | 0,0            | 0,0            | 0,0            |
| 2021/22                                                                                  | Даллас  | 67               | 3                | 15,5             | 50,8             | 35,9             | 68,9             | 2,4              | 1,2              | 0,7              | 0,2              | 4,8              | 16             | 0              | 7,6            | 28,6           | 22,7           | 25,0           | 0,8            | 0,4            | 0,3            | 0,0            | 1,4            |
| 2022/23                                                                                  | Даллас  | 60               | 21               | 25,7             | 53,7             | 40,2             | 72,3             | 3,0              | 1,7              | 0,7              | 0,1              | 9,1              | Не участвовал  | Не участвовал  | Не участвовал  | Не участвовал  | Не участвовал  | Не участвовал  | Не участвовал  | Не участвовал  | Не участвовал  | Не участвовал  | Не участвовал  |
| 2023/24                                                                                  | Даллас  | 57               | 33               | 26,4             | 47,9             | 38,5             | 68,4             | 3,2              | 2,3              | 0,8              | 0,2              | 8,2              | 22             | 0              | 18,1           | 42,4           | 39,0           | 73,7           | 2,5            | 1,0            | 0,8            | 0,1            | 5,0            |
| 2024/25                                                                                  | Шарлотт | 68               | 67               | 27,8             | 42,8             | 39,1             | 68,1             | 2,5              | 1,6              | 1,1              | 0,2              | 7,4              | Не участвовал  | Не участвовал  | Не участвовал  | Не участвовал  | Не участвовал  | Не участвовал  | Не участвовал  | Не участвовал  | Не участвовал  | Не участвовал  | Не участвовал  |
|                                                                                          | Всего   | 291              | 129              | 22,0             | 48,2             | 38,0             | 68,7             | 2,7              | 1,5              | 0,8              | 0,2              | 6,7              | 39             | 0              | 13,4           | 38,9           | 34,6           | 59,3           | 1,7            | 0,8            | 0,6            | 0,1            | 3,4            |
| Наведите курсор мыши на аббревиатуры в заголовке таблицы, чтобы прочесть их расшифровку. |         |                  |                  |                  |                  |                  |                  |                  |                  |                  |                  |                  |                |                |                |                |                |                |                |                |                |                |                |

### Статистика в Джи-Лиге
| Сезон                                                                                    | Команда              | Регулярный сезон | Регулярный сезон | Регулярный сезон | Регулярный сезон | Регулярный сезон | Регулярный сезон | Регулярный сезон | Регулярный сезон | Регулярный сезон | Регулярный сезон | Регулярный сезон | Серия плей-офф | Серия плей-офф | Серия плей-офф | Серия плей-офф | Серия плей-офф | Серия плей-офф | Серия плей-офф | Серия плей-офф | Серия плей-офф | Серия плей-офф | Серия плей-офф |
| Сезон                                                                                    | Команда              | GP               | GS               | MPG              | FG%              | 3P%              | FT%              | RPG              | APG              | SPG              | BPG              | PPG              | GP             | GS             | MPG            | FG%            | 3P%            | FT%            | RPG            | APG            | SPG            | BPG            | PPG            |
| ---------------------------------------------------------------------------------------- | -------------------- | ---------------- | ---------------- | ---------------- | ---------------- | ---------------- | ---------------- | ---------------- | ---------------- | ---------------- | ---------------- | ---------------- | -------------- | -------------- | -------------- | -------------- | -------------- | -------------- | -------------- | -------------- | -------------- | -------------- | -------------- |
| 2020/21                                                                                  | Солт-Лейк-Сити Старз | 6                | 3                | 29,7             | 45,5             | 17,6             | 66,7             | 4,8              | 3,5              | 2,2              | 0,2              | 13,5             | Не участвовал  | Не участвовал  | Не участвовал  | Не участвовал  | Не участвовал  | Не участвовал  | Не участвовал  | Не участвовал  | Не участвовал  | Не участвовал  | Не участвовал  |
| 2021/22                                                                                  | Техас Лэджендс       | 1                | 1                | 31,7             | 57,1             | 33,3             | 100,0            | 6,0              | 5,0              | 1,0              | 0,0              | 20,0             | Не участвовал  | Не участвовал  | Не участвовал  | Не участвовал  | Не участвовал  | Не участвовал  | Не участвовал  | Не участвовал  | Не участвовал  | Не участвовал  | Не участвовал  |
|                                                                                          | Всего                | 7                | 4                | 30,0             | 47,3             | 21,7             | 71,4             | 5,0              | 3,7              | 2,0              | 0,1              | 14,4             | Не участвовал  | Не участвовал  | Не участвовал  | Не участвовал  | Не участвовал  | Не участвовал  | Не участвовал  | Не участвовал  | Не участвовал  | Не участвовал  | Не участвовал  |
| Наведите курсор мыши на аббревиатуры в заголовке таблицы, чтобы прочесть их расшифровку. |                      |                  |                  |                  |                  |                  |                  |                  |                  |                  |                  |                  |                |                |                |                |                |                |                |                |                |                |                |

### Статистика в NCAA
| Сезон | Команда | Conf   | Class | GP | GS | MPG  | FG%  | 3P%  | FT%  | RPG | APG | SPG | BPG | PPG  |
| --- | ------- | ------ | ----- | -- | -- | ---- | ---- | ---- | ---- | --- | --- | --- | --- | ---- |
| 2019/20 | Аризона | Pac-12 | FR    | 30 | 30 | 30,9 | 42,4 | 36,1 | 78,0 | 4,6 | 2,6 | 1,5 | 0,4 | 12,0 |
| Всего | Всего   | Всего  | Всего | 30 | 30 | 30,9 | 42,4 | 36,1 | 78,0 | 4,6 | 2,6 | 1,5 | 0,4 | 12,0 |
| Наведите курсор мыши на аббревиатуры в заголовке таблицы, чтобы прочесть их расшифровку Статистика приведена с сайта sports-reference.com |         |        |       |    |    |      |      |      |      |     |     |     |     |      |